# Cuautotolapan
Cuautotolapan är en ort i Mexiko.   Den ligger i kommunen Ajalpan och delstaten Puebla, i den sydöstra delen av landet, 240 km sydost om huvudstaden Mexico City. Cuautotolapan ligger 2 408 meter över havet och antalet invånare är 1 732.
Terrängen runt Cuautotolapan är huvudsakligen kuperad, men söderut är den bergig. Runt Cuautotolapan är det ganska tätbefolkat, med 116 invånare per kvadratkilometer. Närmaste större samhälle är Ajalpan, 15,7 km väster om Cuautotolapan. Omgivningarna runt Cuautotolapan är en mosaik av jordbruksmark och naturlig växtlighet.